# 特萊蒙多
特萊蒙多  是NBC环球（NBCUniversal）在美国所拥有的西班牙语电视网络。通过当地的广播电台，有线电视和卫星网络在142个市场的西语裔和拉美裔住宅区达到58％的覆盖率。

## 历史
特萊蒙多(Telemundo)原於创立于1954年3月28日的WKAQ電視台，最初是由Angel Ramos创立，他是当时波多黎各主要报纸《蒙多廣播電台》和美国领土上第一家广播电台WKAQ（也被称为 "Radio El Mundo"）的所有者。拉莫斯希望围绕 "mundo"（西班牙语中 "世界 "的意思）的主题为他的媒体财产保持一个统一的品牌，并选择将他的新电视财产命名为 "Telemundo"（实际上翻译为 "世界电视 "）。1983年4月14日，拉莫斯将WKAQ电视台卖给了John Blair & Co.
1985年，位於新泽西州林登的WNJU電視台與位於加利福尼亚州圣何塞的KSTS電視台組成美国的第二西班牙语电视网NetSpan，不久位於洛杉矶的KVEA電視台亦加盟。次年，KVEA的半持有者Reliance公司在收购John Blair & Co.时获得了Telemundo品牌，该公司除了拥有WKAQ-TV外，还拥有劳德代尔堡-迈阿密-西棕榈滩的WSCV（51频道）。1986年底，Reliance公司还收购了WNJU。
2002年4月12日，NBC以270亿美元购买特萊蒙多，现在是NBC环球的一部分。

1999年至2012年特萊蒙多的標誌。

2012年至2018年特萊蒙多的標誌。